# Аварийная посадка L-188 в Анкоридже
Аварийная посадка L-188 в Анкоридже — авиационная авария, произошедшая 8 июня 1983 года. Авиалайнер Lockheed L-188C Electra авиакомпании Reeve Aleutian Airways (RAA) выполнял рейс RVV 008 по маршруту Колд-Бей—Сиэтл, но через несколько минут после взлёта потерял винт двигателя №4 (правый крайний), который, оторвавшись, вспорол лопастями днище самолёта рядом с крыльями. Экипаж, чудом удержав самолёт в воздухе, смог благополучно посадить его в Анкоридже. Никто из находившихся на его борту 15 человек (5 членов экипажа и 10 пассажиров) не пострадал.

## Самолёт
Lockheed L-188C Electra (регистрационный номер N1968R, серийный 2007) был выпущен в 1959 году (первый полёт совершил 19 ноября). 24 ноября того же года был куплен авиакомпанией Qantas, в которой получил бортовой номер VH-ECC и имя Pacific Endeavour. 18 апреля 1965 года был продан авиакомпании Air New Zealand (борт ZK-CLX). От Air New Zealand 16 февраля 1968 года перешел в компанию California Airmotive Corp., от которой 22 февраля 1968 года был передан авиакомпании Reeve Aleutian Airways (RAA), а его б/н сменился на N1968R. Оснащён четырьмя турбовинтовыми двигателями Allison 501-D13. На день аварии налетал 32 994 часа.

## Экипаж
Состав экипажа рейса RVV 008 был таким:
- Командир воздушного судна (КВС) — 54-летний Джеймс Гибсон (англ. James Gibson).
- Второй пилот — 39-летний Гэри Линтнер (англ. Gary Lintner).
- Бортинженер — 45-летний Джеральд Лорин (англ. Gerald Laurin).

В салоне самолёта работали две стюардессы:
- Венди Крун (англ. Wendy Kroon) — старшая стюардесса,
- Виктория Фреденхаген (англ. Victoria Fredenhagen).

## Хронология событий
Вскоре после вылета из Колд-Бея экипаж почувствовал необычную вибрацию в самолёте, но не смогли определить её источник. После того, как рейс 008 поднялся с эшелона FL190 (5800 метров) до FL250 (7600 метров), бортинженер вышел в салон и из иллюминаторов осмотрел двигатели, но ничего необычного не увидел.
Около 13:50 AKDT стюардесса Фреденхаген вошла в кабину пилотов, чтобы обсудить с ними вибрацию, которая внезапно увеличилась в интенсивности после того, как она вернулась в салон. В 13:55 она выглянула в окно и стала очевидцем того, как оторвался винт двигателя №4 (правый крайний). Оторвавшийся винт вспорол днище под фюзеляжем, проделав дыру в 2.4 метра длиной, и упал в океан. Произошла разгерметизация. Рваный металл заклинил тросы управления и нарушил управление тягой двигателей.
Экипажу удалось частично восстановить управление самолётом, используя автопилот, который, как выяснилось, в состоянии хоть как-то контролировать воздушное судно. Пилоты направили борт в Анкоридж, где была длинная посадочная полоса. На подходе к Анкориджу экипаж также смог частично вернуть ручное управление самолётом, когда после неоднократных попыток сделать это тросы проточили удерживающие их куски металла. При заходе на посадку пилотами был выключен ещё один двигатель, т.к. иначе не удавалось снизить скорость.
Около 14:00 рейс RVV 008 благополучно приземлился в Анкоридже с потерей почти всех органов управления полётом. Сразу после касания полосы экипаж выключил оставшиеся двигатели, не имея иного способа снизить тягу. Одна шина шасси лопнула и тормоза загорелись. Самолёт удержался на полосе, съехав с неё лишь в самом конце пробега. Никто из находившихся на его борту 15 человек не пострадал.

## Расследование
Причина отделения винта так и не была достоверно установлена, так как отвалившийся винт с редуктором утонули в океане.

## Последствия
- Все три пилота рейса 008 были представлены к награде.
- После аварии рейса 008 репутация авиакомпании Reeve Aleutian Airways не пострадала, но 5 декабря 2000 года авиакомпания всё же прекратила своё существование.

## Дальнейшая судьба самолёта
После аварии фюзеляж самолёта был отремонтирован и поставлен новый двигатель. Самолёт продолжил совершать пассажирские рейсы, после Reeve Aleutian Airways в ноябре 1988 года перешёл в авиакомпанию Northwest Territorial Airways, а 15 декабря 2000 года был переделан из пассажирского в пожарный самолёт (L-188CAT) и был отдан в компанию Air Spray (1967) Ltd., в которой получил б/н C-GHZI и имя Long Liner и эксплуатируется ею по сей[когда?] день.

## Культурные аспекты
Авария рейса 008 Reeve Aleutian Airways показана в 12 сезоне канадского документального телесериала Расследования авиакатастроф в эпизоде Борьба за управление.